# Philippe Graffin
Pour les articles homonymes, voir Graffin.
Philippe Graffin est un violoniste français.
Élève de Josef Gingold, Philippe Hirschhorn et Viktor Liberman, il a fait plusieurs enregistrements pour la compagnie de disques Hyperion Records ainsi que Avie Records et Onyx. Il a joué au Proms de Londres, au Concertgebouw d'Amsterdam, à Berlin et New York. Il est né à Romilly-sur-Seine en France.

Les compositeurs Rodion Schedrin, Philippe Hersant, David Matthews, Vytautas Barkauskas et Yves Prin ont écrit des œuvres concertantes qui lui sont dédiées.

Il est fondateur du festival « Consonances » à Saint-Nazaire.

## Discographie sélective
Camille Saint-Saëns, The three violin concertos, Philippe Graffin, violon, BBC Scottish Orchestra, conducted by Martyn Brabins. CD Hyperion 1998
Rare French Works for Violin and Orchestra, Gabriel Fauré, Violin Concerto in D minor op.14, Camille Saint-Saëns, Morceau de Concert Op.62, Édouard Lalo, Fantaisie Norvégienne, Guitare Op.28, Joseph Canteloube, Poème, Ernest Guiraud, Caprice, Philippe Graffin, violon, The Ulster Orchestra conducted by Thierry Fisher. CD Hyperion 2001